# Senecio incrassatus
Senecio incrassatus é uma espécie de planta com flor pertencente à família Asteraceae. 
A autoridade científica da espécie é Lowe, tendo sido publicada em Trans. Cambridge Philos. Soc. vi. (1838) reimp. 16.

## Portugal
Trata-se de uma espécie presente no território português, nomeadamente no Arquipélago da Madeira.
Em termos de naturalidade é endémica da Região Macaronésia.

## Protecção
Não se encontra protegida por legislação portuguesa ou da Comunidade Europeia.